# VR46 Racing
VR46 Racing è una squadra di motociclismo che gareggia nel motomondiale, di proprietà di Valentino Rossi.

## Motomondiale

### Moto3

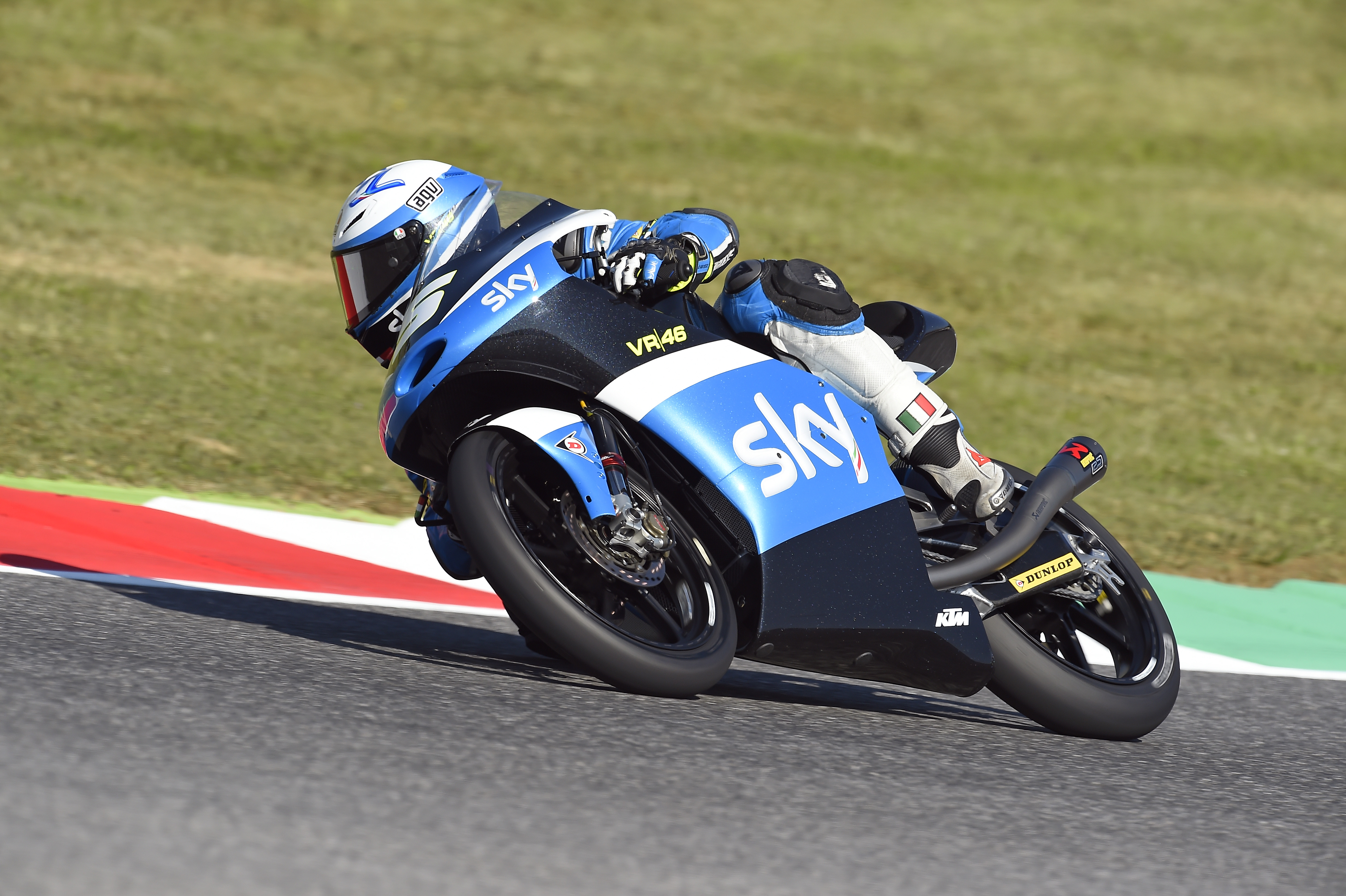
Romano Fenati su una KTM RC 250 GP dello Sky Racing Team VR46 in Moto3 nel 2016.

Nel settembre 2013 la VR46 di Valentino Rossi e Sky Italia annunciano la nascita dello Sky Racing Team VR46, progetto destinato a far emergere e valorizzare le giovani promesse del motociclismo italiano. La squadra debutta nella stagione 2014 del Motomondiale in Moto3 con due KTM RC 250 GP, affidate a Romano Fenati e Francesco Bagnaia, con Vittoriano Guareschi in qualità di team manager. Al secondo Gran Premio stagionale disputatosi ad Austin Romano Fenati lotta per la vittoria e conclude la gara in seconda posizione. Pochi giorni più tardi il pilota di Ascoli Piceno conquisterà la prima vittoria del 2014 a Termas de Rio Hondo, riuscendo a ripetersi nei successivi Gran Premi di Jerez, Mugello e, nel corso del campionato, in Aragona. Fenati chiuderà il campionato al quinto posto con Bagnaia quattordicesimo con il quarto posto al Gran Premio di Francia quale miglior risultato.
Nel motomondiale 2015 lo Sky Racing Team VR46 affida la direzione sportiva a Pablo Nieto con la riconferma di Romano Fenati in squadra affiancato da Andrea Migno. La squadra si riafferma protagonista del Mondiale Moto3 con Fenati vincitore a Le Mans e quarto assoluto in campionato.
Per la stagione 2016 il progetto si rafforza con l'innesto di Nicolò Bulega in squadra accanto ai riconfermati Romano Fenati e Andrea Migno, tutti in sella a moto KTM. Bulega si mette in mostra con la pole position e il secondo posto in gara a Jerez, mentre Migno conquista i suoi primi due podi nel Mondiale Moto3 ad Assen e Valencia. Per Fenati arriva la vittoria ad Austin e una serie di piazzamenti sul podio. Nel corso del GP d'Austria si registra la conclusione del rapporto tra Fenati e lo Sky Racing Team VR46; il pilota viene sostituito fino al termine della stagione da Lorenzo Dalla Porta. Nel 2017 le sue KTM sono affidate a Nicolò Bulega e ad Andrea Migno che conquista l'unica vittoria stagionale per il costruttore austriaco in occasione del Gran Premio d'Italia al Mugello.
Nel 2018 a fianco del confermato Nicolò Bulega ci sarà Dennis Foggia, vincitore l'anno precedente del Campeonato de España de Velocidad (CEV) con lo Sky VR46 Junior Team. Nel CEV invece correrà Celestino Vietti Ramus. il Team ottiene due piazzamenti a podio con Foggia e Vietti che sono piloti titolari anche nella stagione 2019 portando la compagine italiana al quarto posto nella classifica team totalizzando 232 punti. Nel 2020 il team si schiera con il confermato Vietti ed il ritorno di Migno dopo tre anni. Vietti ottiene le prime vittorie nel motomondiale in occasione dei Gran Premi di Stiria e Francia e la stagione si chiude al terzo posto in classifica a squadre.
Nel 2021 il team non prende parte direttamente alla classe leggera del motomondiale ma si appoggia ad Avintia Racing per far correre Niccolò Antonelli ed Elia Bartolini come pilota sostitutivo. Antonelli conclude la stagione, prima del passaggio in Moto2 al sesto posto in classifica mondiale conquistando quattro piazzamenti a podio e una pole position.

### Moto2

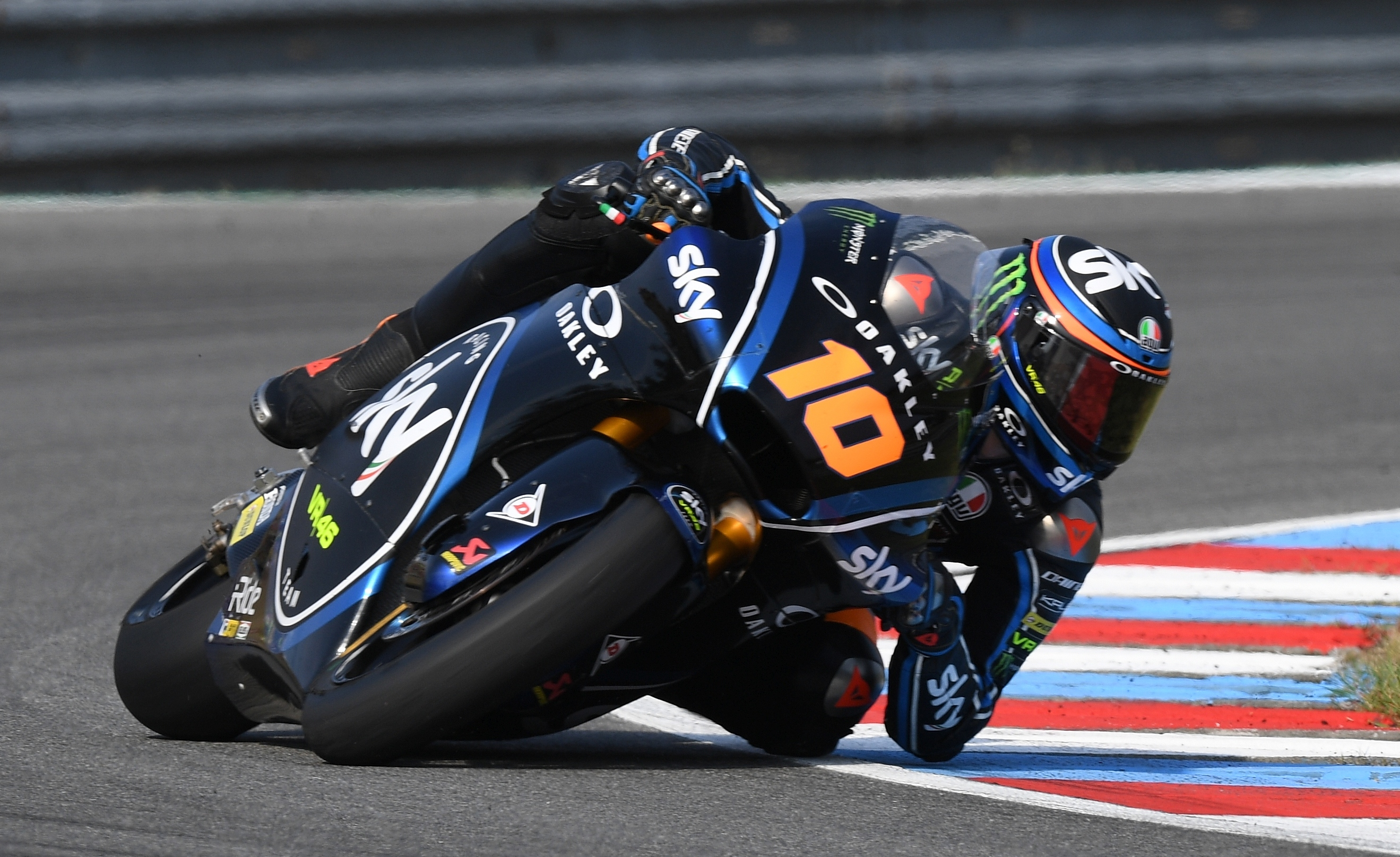
Luca Marini su una Kalex dello Sky Racing Team VR46 in Moto2 nel 2018.

Nel motomondiale 2017 per la prima volta il team partecipa alla classe intermedia del Motomondiale schierando due piloti italiani: si punta sul ritorno in squadra di Francesco Bagnaia e sul giovane Stefano Manzi con la disponibilità di telai Kalex. Proprio in questa categoria Bagnaia conquista quattro podi (Jerez, Le Mans, Sachsenring e Misano) aggiudicandosi il quinto posto in campionato e il riconoscimento di "Rookie of the Year".
Per la stagione 2018 prosegue l'impegno nella classe Moto2 con Francesco Bagnaia e il nuovo arrivo Luca Marini. In occasione del Gran Premio di Thailandia, grazie alla vittoria di Bagnaia e al contestuale secondo posto di Luca Marini in Moto2, il team ottiene la sua prima doppietta in gara nel Motomondiale. Curiosamente questo evento coincide con la vittoria numero 800 per i piloti italiani nel Motomondiale. Il 4 novembre 2018 con la vittoria di Luca Marini e la contemporanea terza posizione di Francesco Bagnaia, quest’ultimo si laurea campione del mondo piloti per la Moto2 del 2018. La stagione si conclude con il secondo posto in classifica a squadre in Moto2.
Nel 2019 la coppia di piloti è formata dal confermato Marini e da Nicolò Bulega. Miglior risultato stagionale sono le due vittorie consecutive in Thailandia e Giappone con Luca Marini. Nel 2020 al confermato Marini, viene affiancato Marco Bezzecchi. Entrambi i piloti concorrono per la conquista del titolo chiudendo poi al secondo e al quarto posto. Lo Sky Racing Team VR46 vince la classifica riservata a squadre della Moto2. Nel motomondiale 2021, al riconfermato Bezzecchi viene affiancato Celestino Vietti che fino all'anno precedente aveva gareggiato in Moto3. Bezzecchi disputa una buona stagione chiudendo al terzo posto conquistando sette piazzamenti a podio di cui una vittoria (Stiria) mentre Vietti chiude al dodicesimo posto con un finale di stagione in crescendo.
Nel 2022 al confermato Vietti viene affiancato Niccolò Antonelli proveniente dalla Moto3. Vietti vince la sua prima gara in Moto2 al primo GP stagionale in Qatar, si ripete in Argentina e Catalogna. Dopo essere rimasto in corsa per il titolo per buona parte del campionato, chiude al settimo posto. Antonelli non ottiene punti e la stagione si conclude all'ottavo posto in classifica a squadre.
Nel 2023 ha siglato per la Moto 2 una partnership con Fantic Motor, già iniziata ad agosto 2022 come semplice sponsorizzazione, sempre con pilota Celestino Vietti, insieme a Borja Gómez.

### MotoGP

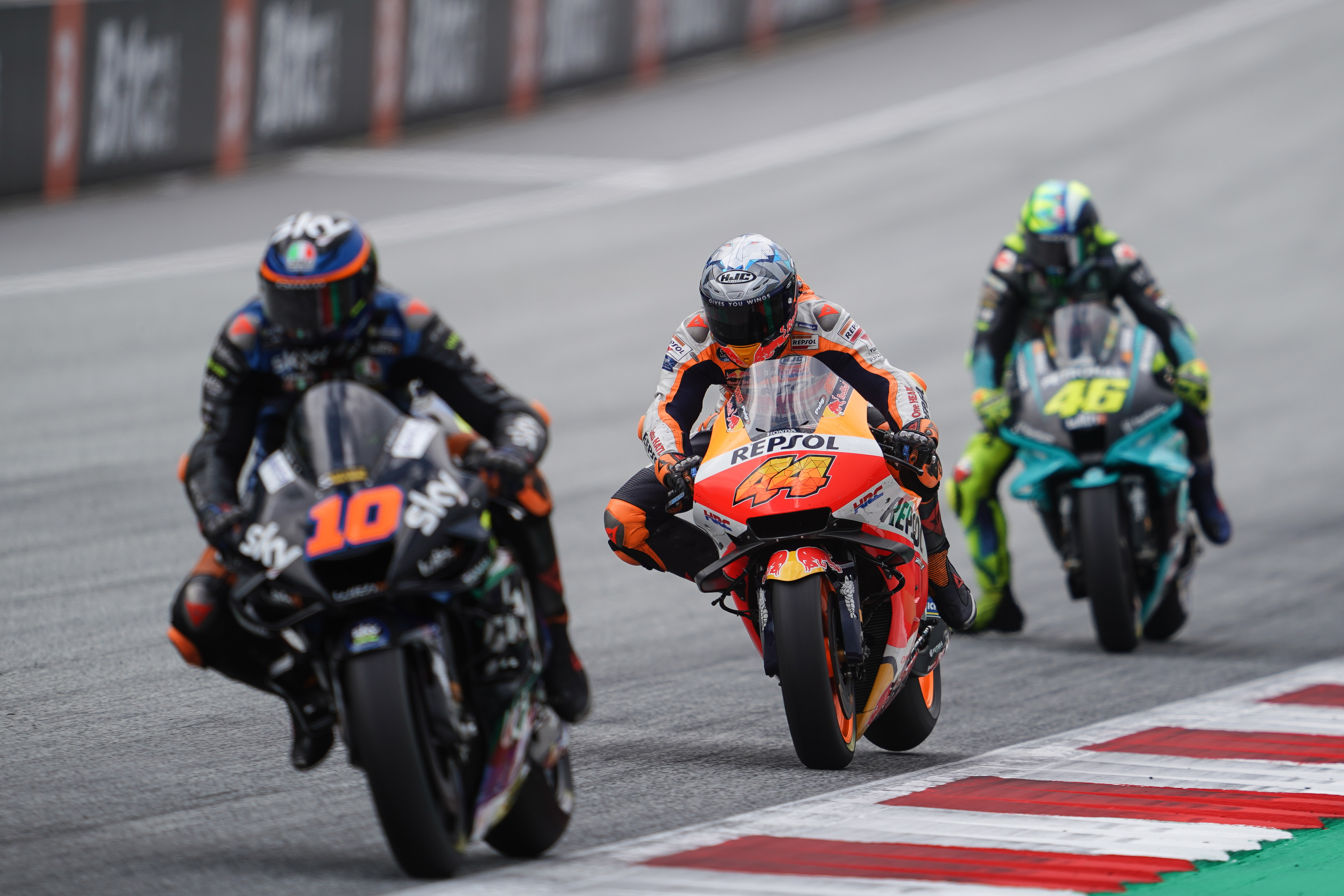
Marini su una Ducati Desmosedici dello Sky VR46 Avintia in MotoGP nel 2021, mentre precede la Honda di Pol Espargaró e la Yamaha di Valentino Rossi, titolare della VR46.

Al termine della stagione 2020 è stato stretto un accordo con il Team Avintia per il debutto nel motomondiale 2021 in MotoGP, utilizzando una Ducati con alla guida Luca Marini. Marini chiude la stagione d'esordio al diciannovesimo posto con 41 punti. Miglior risultato stagionale è il quinto posto ottenuto al Gran Premio d'Austria.
Il 2022 vede l'esordio effettivo del Team in MotoGP, la coppia di piloti è formata dal confermato Marini e dall'esordiente Marco Bezzecchi. Marini è molto costante (un solo ritiro in tutto il campionato) e in occasione del GP d'Aragona ottiene il giro più veloce della gara, il primo in MotoGP; a fine anno è 12º in classifica con 120 punti. Bezzecchi conquista il primo podio per la squadra in MotoGP in occasione del Gran Premio d'Olanda, il 16 ottobre, in occasione del Gran Premio d'Australia, grazie al quarto posto conseguito in gara, ottiene il titolo di miglior esordiente. Con 111 punti si classifica al quattordicesimo posto. Questo anno si chiude all'ottavo posto in classifica a squadre.
Nel 2023 il team prosegue con gli stessi piloti dell'annata precedente. Marini conquista i primi piazzamenti a podio in MotoGP, oltre a far siglare due pole position. Bezzecchi, vincitore di tre Gran Premi e una Sprint – novità regolamentare di stagione – rimane in corsa per il titolo per quasi tutto il campionato, che si conclude al terzo posto sia per Bezzecchi sia per la squadra.
Fabio Di Giannantonio è il pilota scelto, per la prima volta al di fuori dell'Academy, per affiancare Bezzecchi in MotoGP, stante il passaggio di Luca Marini in HRC. Bezzecchi, che conquista un podio a Jerez conclude il campionato in dodicesima posizione. Di Giannantonio è decimo, pur saltando gli ultimi due Gran Premi per infortunio venendo sostituito da Andrea Iannone e Michele Pirro.

## Altre competizioni

### Sky Junior Team VR46

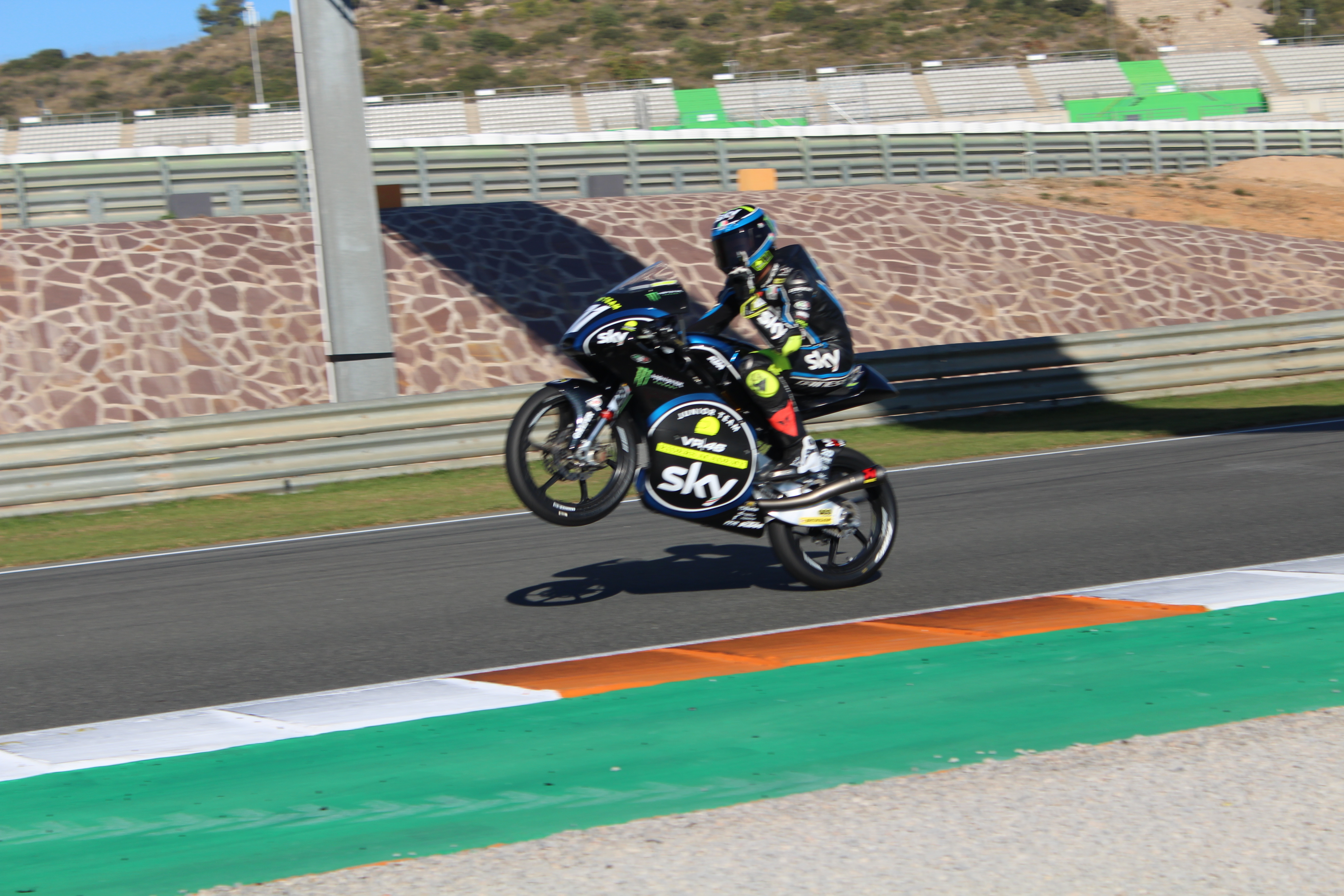
Dennis Foggia nel 2017 su una Moto3 del Junior Team a Valencia per il Campeonato de España de Velocidad.

Lo Sky Junior Team VR46 era il team satellite, le cui moto hanno le stesse caratteristiche della KTM RC 250 GP utilizzata dal team di Moto3 ma con livrea leggermente modificata. Questo team satellite è stato, di tanto in tanto, utilizzato per permettere ai piloti della Riders Academy di prendere parte come wild card ad alcune tappe del Motomondiale nella classe minore. Nel 2017 Dennis Foggia partecipa ai GP di Aragona e Valencia con lo Junior Team (giungendo rispettivamente 8º e 7º al traguardo), mentre nel 2019 Elia Bartolini vi esordisce nel Motomondiale prendendo parte al GP di San Marino, giungendo 15º e conquistando così il suo primo punto. Al termine della stagione 2021 Bartolini è campione italiano Moto3.

## Risultati MotoGP
I punti e il risultato finale sono la somma dei punti ottenuti da tutti i piloti (diversamente dalla classifica costruttori) e il risultato finale si riferisce al team e non al costruttore.
| Anno | Moto               | Gomme | Piloti          |     |    |    |     |    |    |    |   |     |    |    |    |   |    |    |    |    |   |     |    |  |  | Punti | Pos. |
| ---- | ------------------ | ----- | --------------- | --- | -- | -- | --- | -- | -- | -- | - | --- | -- | -- | -- | - | -- | -- | -- | -- | - | --- | -- |  |  | ----- | ---- |
| 2022 | Ducati Desmosedici | M     | Luca Marini     | 13  | 14 | 11 | 17  | 12 | 16 | 9  | 6 | 6   | 5  | 17 | 12 | 4 | 4  | 7  | 6  | 23 | 6 | Rit | 7  |  |  | 231   | 8º   |
| 2022 | Ducati Desmosedici | M     | Marco Bezzecchi | Rit | 20 | 9  | Rit | 15 | 9  | 12 | 5 | Rit | 11 | 2  | 10 | 9 | 17 | 10 | 10 | 16 | 4 | 4   | 11 |  |  | 231   | 8º   |

| Anno | Moto               | Gomme | Piloti          |     |    |    |      |      |    |    |    |      |   |     |    |    |     |      |    |    |     |    |      |  |  | Punti | Pos. |
| ---- | ------------------ | ----- | --------------- | --- | -- | -- | ---- | ---- | -- | -- | -- | ---- | - | --- | -- | -- | --- | ---- | -- | -- | --- | -- | ---- |  |  | ----- | ---- |
| 2023 | Ducati Desmosedici | M     | Luca Marini     | Rit | 83 | 27 | 6    | Rit4 | 45 | 54 | 7  | 7    | 4 | 11  | 97 | NP | Inf | Rit2 | 12 | 73 | 109 | 3  | 9    |  |  | 530   | 3º   |
| 2023 | Ducati Desmosedici | M     | Marco Bezzecchi | 3   | 12 | 6  | Rit9 | 17   | 82 | 47 | 21 | Rit2 | 3 | 127 | 2  | 15 | 46  | 53   | 6  | 46 | 67  | 13 | Rit7 |  |  | 530   | 3º   |

| Anno | Moto               | Gomme | Piloti                |    |    |   |   |     |     |    |     |     |    |     |   |   |    |      |    |    |      |     |     |  |  | Punti | Pos. |
| ---- | ------------------ | ----- | --------------------- | -- | -- | - | - | --- | --- | -- | --- | --- | -- | --- | - | - | -- | ---- | -- | -- | ---- | --- | --- |  |  | ----- | ---- |
| 2024 | Ducati Desmosedici | M     | Marco Bezzecchi       | 14 | 6  | 8 | 3 | Rit | 119 | 13 | Rit | 8   | 8  | 68  | 7 | 5 | 48 | 54   | 7  | 19 | Rit7 | 9   | 98  |  |  | 318   | 5º   |
| 2024 | Ducati Desmosedici | M     | Fabio Di Giannantonio | 7  | 10 | 6 | 7 | 67  | 56  | 7  | 5   | Rit | 59 | Inf | 8 | 9 | 14 | Rit9 | 86 | 47 | 48   | Inf | Inf |  |  | 318   | 5º   |
| 2024 | Ducati Desmosedici | M     | Andrea Iannone        |    |    |   |   |     |     |    |     |     |    |     |   |   |    |      |    |    |      | 17  |     |  |  | 318   | 5º   |
| 2024 | Ducati Desmosedici | M     | Michele Pirro         |    |    |   |   |     |     |    |     |     |    |     |   |   |    |      |    |    |      |     | 20  |  |  | 318   | 5º   |

| Anno | Moto               | Gomme | Piloti                |    |    |    |     |      |    |    |    |    |    |      |     |      |  |  |  |  |  |  |  |  |  | Punti | Pos. |
| ---- | ------------------ | ----- | --------------------- | -- | -- | -- | --- | ---- | -- | -- | -- | -- | -- | ---- | --- | ---- |  |  |  |  |  |  |  |  |  | ----- | ---- |
| 2025 | Ducati Desmosedici | M     | Franco Morbidelli     | 45 | 37 | 45 | 3   | Rit4 | 15 | 4  | 54 | 67 | 78 | NP   | Inf | 11   |  |  |  |  |  |  |  |  |  | 288   |      |
| 2025 | Ducati Desmosedici | M     | Fabio Di Giannantonio | 10 | 5  | 34 | 166 | 56   | 8  | 93 | 96 | 35 | 64 | Rit4 | 16  | Rit8 |  |  |  |  |  |  |  |  |  | 288   |      |

| Legenda | 1º posto        | 2º posto            | 3º posto            | A punti      | Senza punti        | Grassetto – Pole position Corsivo – Giro più veloce |
| Legenda | Gara non valida | Non qual./Non part. | Ritirato/Non class. | Squalificato | '-' Dato non disp. | Grassetto – Pole position Corsivo – Giro più veloce |

## Loghi
Per motivi di sponsorizzazione, la squadra è stata conosciuta dal 2014 al 2021 come Sky Racing Team VR46 e dal 2022 al 2023 come Mooney VR46 Racing Team; dal 2024 è conosciuta come Pertamina Enduro VR46 Racing Team.

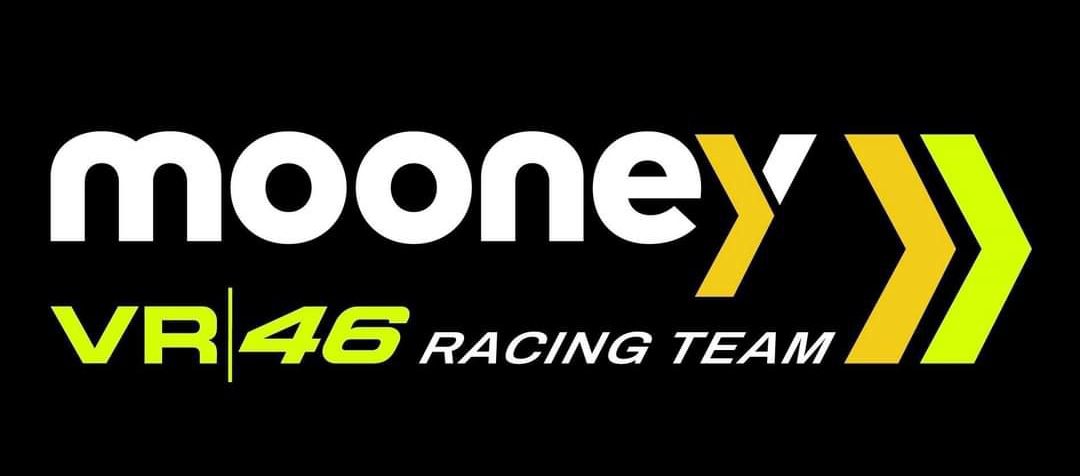
Composit logo del Mooney VR46 Racing Team usato dal 2022 al 2023
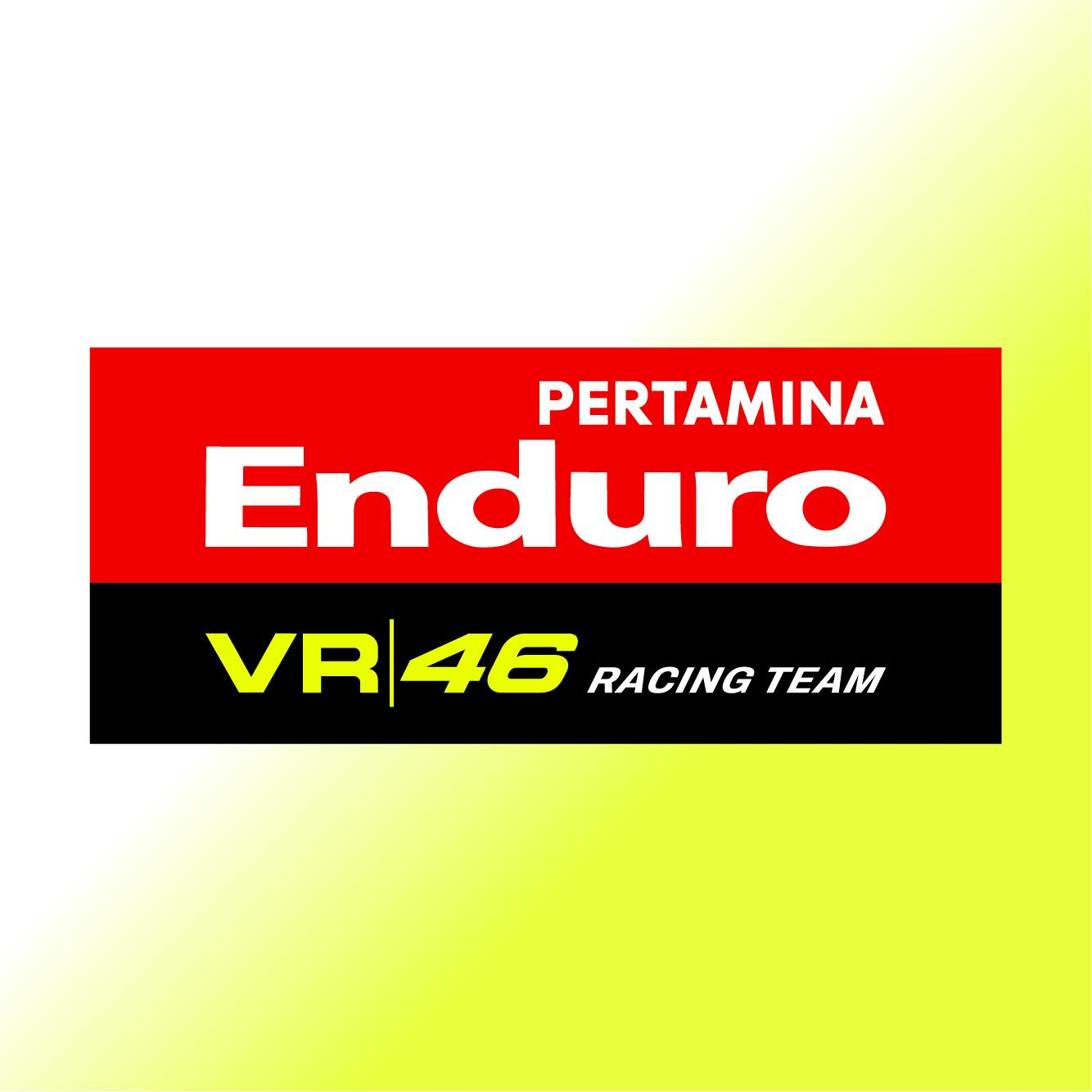
Composit logo del Pertamina Enduro VR46 Racing Team in uso dal 2024